# Place Carnot (Rouen)
Pour les articles homonymes, voir Place Carnot.
La place Carnot est une voie publique de la commune de Rouen.

## Description

### Situation et accès
La place Carnot est située à Rouen, en rive gauche de la Seine, dans le quartier Saint-Sever.
Elle est parcourue par la RD 840 et traversée par la ligne de bus Fast F7 sur l'avenue Champlain depuis 2012.
Elle est transférée du pont Boieldieu, après les destructions de la Seconde Guerre Mondiale, vers le pont Pierre-Corneille, succédant au « rond-point Lafayette ».

### Dénomination
La place a été nommée en hommage au président de la République Sadi Carnot en 1894, année de son assassinat. Elle est antérieurement nommée « place Saint-Sever », et reçoit des aménagements consécutifs à l'ouverture de la gare de Rouen-Orléans en 1893.

## Bâtiments remarquables et lieux de mémoire
- Le monument de la Victoire (édifié place Verdrel en 1924-1925) a été transféré en son centre en 1995.
- La gare de Rouen-Orléans était desservie par la place Carnot (selon le cadastre d'avant 1944)[3]
- extension de l'hôtel du département.
- mémorial départemental Algérie Maroc Tunisie 1952-1962
- monument aux morts d'Indochine
- Hôtel Barette qui deviendra "Chez Barette", dancing populaire des années 30